# Przytuły-Las
Przytuły-Las – wieś w Polsce położona w województwie podlaskim, w powiecie łomżyńskim, w gminie Przytuły.
W latach 1975–1998 miejscowość administracyjnie należała do województwa łomżyńskiego.
Wierni kościoła rzymskokatolickiego należą do parafii Krzyża Świętego w Przytułach.